# ロバート・アダム

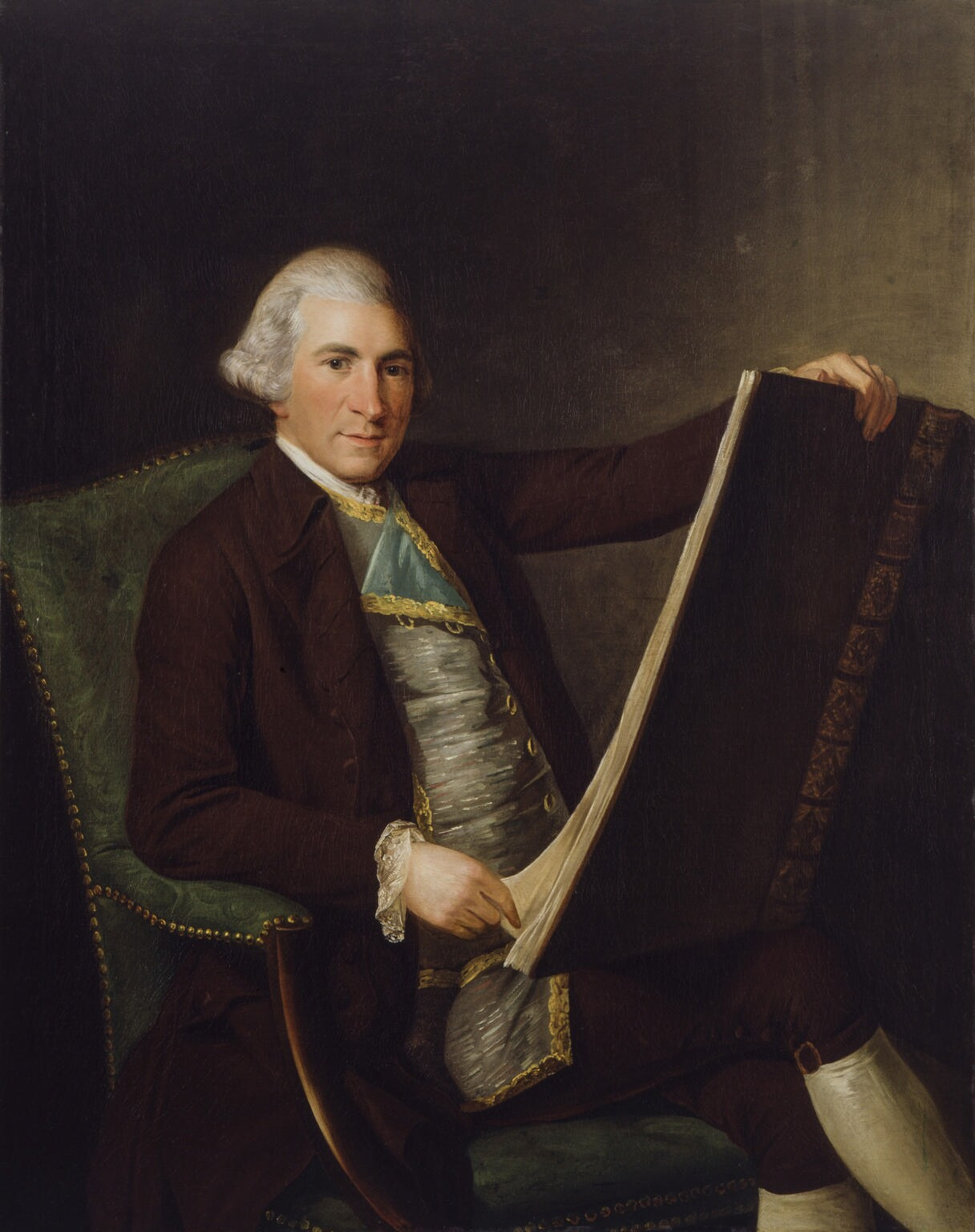
ロバート・アダム

ロバート・アダム（Robert Adam, 1728年7月3日 - 1792年3月3日）は、スコットランド出身の建築家、家具デザイナー、インテリアデザイナー。イギリスに新古典主義建築を広めた。ロンドンに事務所を開設して、貴族の住宅を多く建設し、カントリー・ハウス（貴族が荘園に建てた邸宅）の作品も多い。

## 生涯
有名な建築家ウィリアム・アダムの次男に生れた。4人兄弟が建築家という建築家一家である。エディンバラ大学で学び、アダム・スミスやデイヴィッド・ヒュームとも交友があったという。1748年に父が死去し、大学は中退して兄と共に事務所を継いだ。1754年から1758年に友人とともにグランドツアーに出かけた。ローマでは古代遺跡をテーマにした版画家・建築家のピラネージ（1720-1778年）と知り合い、多くの影響を受けた。ポンペイなどの古代遺跡の調査も行った。帰国後にこれらの遺跡研究の成果を発表して名声を得、建築家として有名になった。
多くの貴族住宅を手がけたが、作品には中世の邸宅を改修したものも多い。アダム様式 (Adam style) と呼ばれる特徴的なインテリアデザインを得意とした。これは古代遺跡に見られるグロテスク模様を当世風に洗練させたものであった。
彼は1792年に死去し、ウェストミンスター寺院に埋葬られた。

## 作品

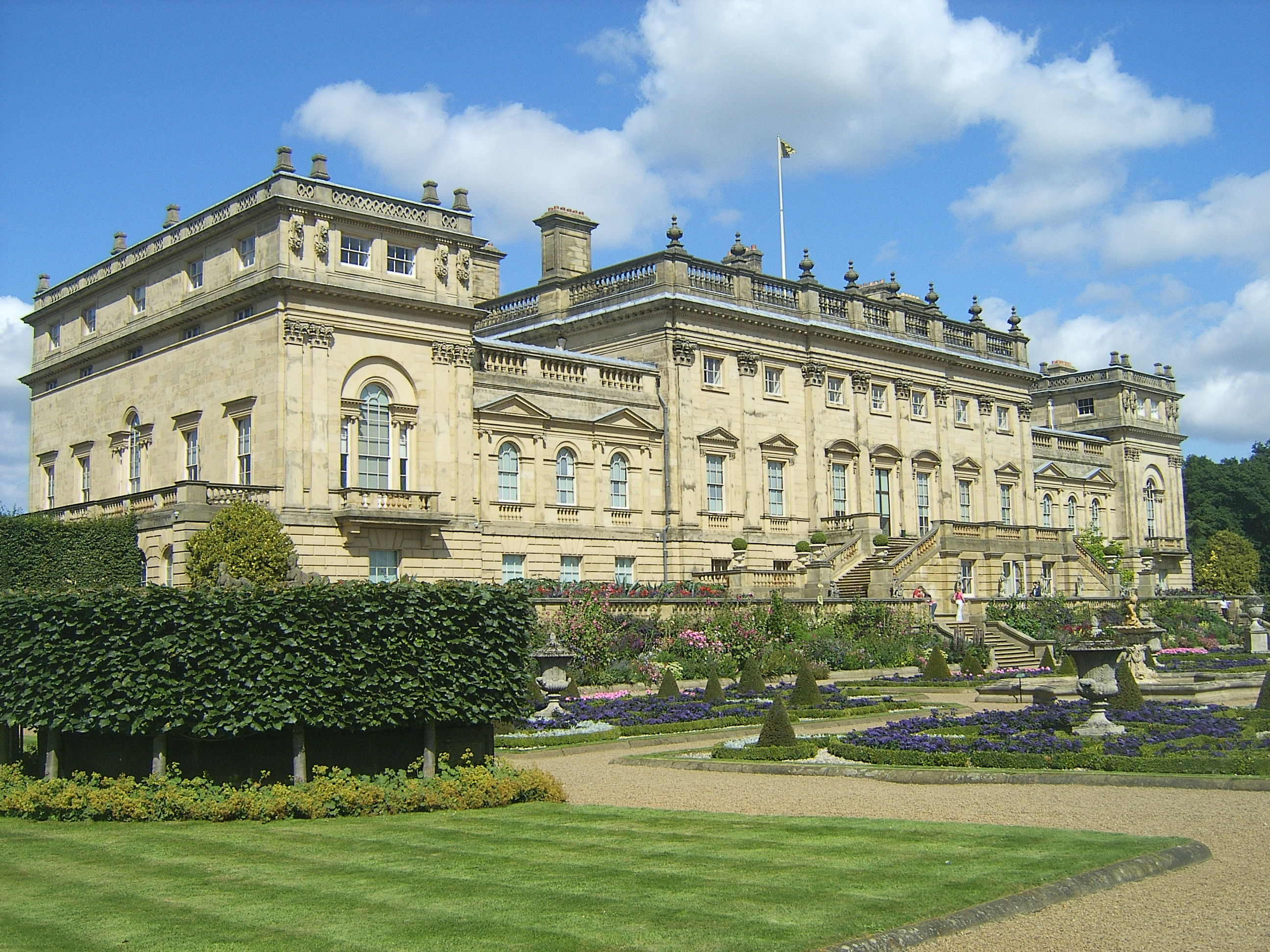
ハーウッド・ハウス

- ハーウッド・ハウス (Harewood House) (1759-1772年)

リーズ近郊にある邸宅の中心となる階層には16ものステートルームがあり、どれも「アダム様式」の内装が施されている。家具は18世紀を代表する高級家具師トーマス・チッペンデールが手がけた。
- ケドルストン・ホール　(Kedleston Hall) グランドツアー帰国後の第1作
- サイアン・ハウス (Syon House（1761年）16世紀の建物を改修
- オスタリー・パーク (Osterley Park)（1761-1772年）
- ケンウッド・ハウス（1766年）
- ホーム邸 (Home House)（1774-1776年、ロンドン）現コートゥールド美術研究所